# Bezirk Lemberg
Bezirk Lemberg, Bezirk Lemberg-Umgebung – dawny powiat (Bezirk) kraju koronnego Królestwo Galicji i Lodomerii, funkcjonujący w latach 1854–1867. Siedzibą starostwa było miasto Lemberg, które nie wchodziło w skład powiatu.

## Historia
Bezirk Lemberg utworzono w ramach reformy uwłaszczeniowej z okresu Wiosny Ludów (1848–1849), która likwidowała jurysdykcję właściciela ziemskiego nad poddanymi. W Galicji, dominium – jako podstawowa jednostka administracyjna i filar systemu feudalnego straciło rację bytu. Konieczne stało się zatem wprowadzenie nowego systemu administracyjnego, którego zręby powstały w latach 1851–1855. Nowy trójstopniowy podział administracyjny objął 21 cyrkułów (niem. Kreise), 179 małych powiatów (niem. Bezirke) i ponad 6000 gmin (niem. Gemeinde).
Bezirk Lemberg objął obszar o wielkości 6,5 mil², zamieszkany przez 27.487 ludzi i podzielony na 41 gmin katastralnych, w tym jedno miasteczko (Neu Jaryczów). Wszedł w skład cyrkułu lwowskiego, jako jeden z jego pięciu powiatów ziemskich. Powiat posiadał odległą wschodnią odnogę, sięgającą aż po Podliski Wielkie. Między Bezirk Lemberg a Bezirk Magistrat der Hauptstadt Lemberg znajdowała się eksklawa należąca do Bezirk Winniki (gmina Kozielniki), natomiast między Bezirk Lemberg a Bezirk Winniki leżała druga, mniejsza eksklawa, należąca do Bezirk Magistrat der Hauptstadt Lemberg  (Jałowiec).
Po nadaniu Galicji autonomii oraz powołaniu samorządu gminnego i powiatowego w 1865 zlikwidowano cyrkuły (Kreise). Dotychczasowe małe powiaty (Bezirke) w liczbie 179, utrzymały się do 1867 roku, kiedy to w następstwie kolejnej reformy administracyjnej (23 stycznia 1867) zostały zastąpione przez 74 większych powiatów. Obszar zniesionego Bezirk Lemberg wszedł wtedy w całości w skład nowego powiatu lwowskiego. 10 stycznia 1869 do powiatu lwowskiego przydzielono gminę Rzęsna Ruska, której przynależność administracyjna w chwili reformy nie została ustalona.

## Podział administracyjny (1854)
| Lp. | Gmina jednostkowa        | Powierzchnia | Ludność | Powiat w 1867 po zniesieniu |
| --- | ------------------------ | ------------ | ------- | --------------------------- |
| 1   | Biłohorszcze             | 1558         | 485     | lwowski                     |
| 2   | Brzuchowice              | 2665         | 556     | lwowski                     |
| 3   | Hołosko Wielkie          | 1527         | 429     | lwowski                     |
| 4   | Hołosko Małe             | 410          | 346     | lwowski                     |
| 5   | Kleparów                 | 842          | 640     | lwowski                     |
| 6   | Kulparków i Persenkówka  | 709          | 324     | lwowski                     |
| 7   | Malechów                 | 1100         | 589     | lwowski                     |
| 8   | Pasieki                  | 509          | 245     | lwowski                     |
| 9   | Skniłówek                | 210          | 158     | lwowski                     |
| 10  | Sichów z Wólką Sichowską | 1636         | 168     | lwowski                     |
| 11  | Zubrza                   | 2895         | 1007    | lwowski                     |
| 12  | Zamarstynów              | 769          | 921     | lwowski                     |
| 13  | Krzywczyce               | 1201         | 631     | lwowski                     |
| 14  | Zniesienie               | 622          | 779     | lwowski                     |
| 15  | Zboiska                  | 602          | 631     | lwowski                     |
| 16  | Grzybowice Małe          | 2763         | 1288    | lwowski                     |
| 17  | Grzybowice Wielkie       | 2763         | 1288    | lwowski                     |
| 18  | Rzęsna Polska            | 2821         | 993     | lwowski                     |
| 19  | Rzęsna Ruska             | 1314         | 415     | lwowski                     |
| 20  | Sokolniki                | 3483         | 1761    | lwowski                     |
| 21  | Skniłów z Sygniówką      | 2205         | 1024    | lwowski                     |
| 22  | Basiówka                 | 1517         | 514     | lwowski                     |
| 23  | Hodowice                 | 1582         | 701     | lwowski                     |
| 24  | Zimna Wódka              | 1680         | 602     | lwowski                     |
| 25  | Zimna Woda z Kaltwasser  | 1892         | 740     | lwowski                     |
| 26  | Rudno                    | 1086         | 216     | lwowski                     |
| 27  | Laszki ze Srokami        | 2506         | 1399    | lwowski                     |
| 28  | Prusy                    | 1409         | 936     | lwowski                     |
| 29  | Neu Jaryczów (m)         | 2154         | 2028    | lwowski                     |
| 30  | Alt Jaryczów             | 1748         | 681     | lwowski                     |
| 31  | Podliski Wielkie         | 1414         | 320     | lwowski                     |
| 32  | Zapytów                  | 2728         | 777     | lwowski                     |
| 33  | Żydatycze                | 1524         | 625     | lwowski                     |
| 34  | Dublany                  | 1710         | 523     | lwowski                     |
| 35  | Grzęda                   | 2180         | 601     | lwowski                     |
| 36  | Sieciechów               | 940          | 168     | lwowski                     |
| 37  | Wólka i Hamulec          | 254          | 299     | lwowski                     |
| 38  | Zarudce                  | 2641         | 840     | lwowski                     |
| 39  | Kościejów                | 895          | 458     | lwowski                     |
| 40  | Zawadów                  | 1177         | 333     | lwowski                     |
| 41  | Zaszków                  | 2828         | 1309    | lwowski                     |

Objaśnienie:
(M) = miasto; (m) = miasteczko